# Пузырчатка Гужеро — Хейли — Хейли
Пузырчатка Гужеро — Хейли — Хейли — редкое заболевание с аутосомно-доминантным типом наследования, характеризующееся рецидивирующими везикулёзными и буллёзными высыпаниями, преимущественно расположенными в складках, обостряющимися под влиянием тепла, механической травмы и ультрафиолетовых лучей, часто осложняющимися пиококковой и грибковой инфекцией.
Впервые заболевание было описано Х. Гужеро в 1933 году, а в 1939 году, несколько позднее, были опубликованы исследования двумя братьями Х. Хейли и Х. Хейли, которые и предложили название патологии.

## Эпидемиология
Точные данные о частоте заболевания отсутствуют. В литературе имеется информация о частоте встречаемости заболевания среди индийцев: 1:50 000. Заболевание чаще всего дебютирует у лиц в возрасте 20—30 лет, однако, описаны случаи возникновения пузырчатки у детей и пожилых лиц.

## Этиология
Ключевым факторов в развитии заболевания является мутации гена ATP2C1, расположенного на хромосоме 3q21-q24, кодирующего секреторные проводящие пути Ca2+/Mn2+ АТФазы.

## Клиническая картина
Стоит отметить, что при заболевании самочувствие пациентов не страдает. Главным симптомом болезни являются буллезные высыпания, локализованные преимущественно области естественных складок: подмышечных, паховых, бедренных, межъягодичных, под молочными железами. Появляющиеся на месте высыпания пузыри с серозным содержимым легко вскрываются, и на месте образуются эрозии. Часто во время заболевания может присоединиться вторичная стафилококковая и кандидозная инфекции. У 70 % пациентов встречается продольная лейконихия. Заболевание может длиться десятилетиями. Для пузырчатки характерны рецидивы в летнее время.

## Дифференциальная диагностика
Дифференциальную диагностику заболевания следует проводить со следующими заболеваниями:
- болезнь Дарье — Уайта;
- интертригинозный псориаз;
- эпидермофития;
- эритразма;
- себорейный дерматит;
- кандидоз кожных складок;
- истинная пузырчатка;
- герпетиформный дерматит Дюринга[4].

## Лечение
Местно применяют антисептические, противомикробные и противогрибковые препараты. Системно применяют топические стероиды, ингибиторы кальциневрина. В случае необходимости назначения антибиотикотерапии предпочтение отдается макролидам и тетрациклинам.

## Прогноз
При правильном и своевременном лечении можно добиться длительной ремиссии.

## Примечание
1. ↑  Дрождина М. Б., Кошкин С. В. Современный взгляд на клинику, диагностику и лечение доброкачественной семейной пузырчатки Гужеро — Хейли — Хейли // Вестник дерматологии и венерологии. — 2018.
2. ↑  Мисенко Д. Н., Прохоренков В.И., Карачева Ю. В., Еремеева З. В., Жук В. П. Случай семейной доброкачественной хронической пузырчатки
Гужеро — Хейли — Хейли // Клиническая дерматология и венерология. — 2014.
3. ↑  Махнева Н. В., Черныш Е. С., Белецкая Л. В. Случаи клинических проявлений сегментарных форм болезни Хейли — Хейли // Альманах клинической медицины. — 2016.
4. ↑  Махнева Н. В., Давиденко Е. Б., Черныш Е. С., Белецкая Л.В. Доброкачественная семейная хроническая пузырчатка Гужеро — Хейли — Хейли в аспекте
иммунопатологии // Российский журнал кожных и венерических болезней. — 2014.